# Evropská silnice E97
Mezinárodní silnice E97 je evropská silnice, která vede z ukrajinského Chersonu přes Krym podél celého ruského a gruzínského pobřeží Černého moře až do Turecka, kde končí napojením na silnici E80. Z větší části je vedena jen po dvouproudých silnicích. Prochází čtyřmi suverénními státy, sporným územím Abcházie a ukrajinským poloostrovem Krym, který je od roku 2014 okupován Ruskem.
Do roku 2018 byla trasa rozdělena na dvě části Kerčským průlivem, po otevření Krymského mostu je možné ji projet celou souvisle.

## Trasa
Ukrajina
- E58 (Cherson) – Kalančak –

 Krym
- Armjansk – Džankoj (E105) – Vladislavovka
- odb. Feodosija – Primorskij – Kerč

 Rusko
- Tamaň – Anapa – Novorossijsk (E115)
- – Kabardinka – Gelendžik – Archipo-Osipovka –
- Džubga (E592) – Tuapse – Soči – Sirius

 Abcházie
- Amzara – Suchumi – Gali –

 Gruzie
- Zugdidi – Chobi – odb. Senaki
- (E60→) – Poti (→E60, E70→) – Grigoleti (E692) – Kobuleti – Batumi – Sarpi

 Turecko
- Sarp – Kemalpaşa – Hopa – Rize – Trabzon (→E70)
- Trabzon – Gümüşhane –
- Yeniyol – Bayburt
- Bayburt – Aşkale (E80)